# Alexei Sergejewitsch Medwedew
Alexei Sergejewitsch Medwedew (russisch Алексей Сергеевич Медведев; * 5. Januar 1977 in Pawlowski Possad, Russische SFSR) ist ein russischer Fußballspieler und spielt zurzeit beim FK Sibir Nowosibirsk.

## Karriere
In seiner Jugend spielte er bei zwei Vereinen der Stadt Orechowo-Sujewo. Seine Profikarriere begann er in der Saison 1999 beim Saturn Ramenskoje. Sein erstes Tor schoss für den Club schoss er am 25. Spieltag der Saison 1999 im Spiel gegen Spartak Moskau, das Spiel wurde trotzdem mit 3:1 verloren. Ab der Spielzeit 2000 spielte er zwei Jahre bei Dynamo Moskau. Der große Durchbruch blieb jedoch aus, deshalb kehrte er wieder zu Saturn zurück. Er unterschrieb dort einen Vertrag für drei Jahre, das letzte Jahr spielte er für Tom Tomsk. Nach der Saison 2005 wechselte er für zwei Jahre zu Krylja Sowetow Samara. Seit 2008 spielt der Stürmer bei dem Verein Sibir Nowosibirsk, mit dem er in der Saison 2009 als Vizemeister der 1. Division in die Premjer-Liga aufstieg. Außerdem war er mit 18 Toren in der Saison 2009 auch Torschützenkönig der 1. Division.
Am 9. August 2010 wechselte Medwedew für eine Ablösesumme von 1 Million Euro zu Rubin Kasan.